# Camarhynchus parvulus
El pinzón de Darwin chico, pinzón de árbol pequeño,  pinzón arbóreo chico o pinzón de Darwin insectívoro chico (Camarhynchus parvulus) es una especie de ave paseriforme de la familia Thraupidae perteneciente al género Camarhynchus. Es endémico de las islas Galápagos en Ecuador. Pertenece al grupo denominado pinzones de Darwin.  

## Distribución
Se encuentra en todas las islas principales del archipiélago excepto en Española, Genovesa, Marchena, Darwin y Wolf. También era presente en Rábida, Pinta y Santa Fe pero en censos recientes (2017-18) no fue encontrada.
Su hábitat natural son las áreas boscosas, tierras cultivadas con árboles, también en partes de zonas secas con matorrales altos u otra vegetación presente. En todas las altitudes, desde las zonas áridas hasta las tierras altas húmedas; es más común en la zona de transición y más arriba. Fuera de la temporada de reproducción (de mayo hasta diciembre) forma grupos grandes con pinzones de tierra.

## Estado de conservación
La Unión Internacional para la Conservación de la Naturaleza (IUCN) lo califica como preocupación menor. Un estudio entre 1997 y 2008 mostró que esta especie disminuyó drásticamente en la zona agrícola y la zona “Scalesia” en la isla de Santa Cruz. En los años 2008-2015 el pinzón pequeño de árbol había disminuido drásticamente en estas zonas otra vez. La zona agrícola, la zona “Scalesia” y la zona de transición albergan la mayoría de la población de pinzones de Darwin chicos. Durante estos estudios, el número se ha mantenido estable en la zona de transición y en la zona árida. Preocupantemente, un estudio reciente (2020) encontró que esta especie ha sido particularmente impactada por una mosca parasítica invasiva, Philornis downsi.

## Reproducción
Los pinzones de Darwin construyen nidos abovedados de exhibición para atraer hembras y para anidar. Cuando han terminado de construir sus nidos, machos pinzones pequeños de árbol cantan cerca de sus nidos para atraer a una hembra. Cuando la hembra se acerca, entra e inspecciona el nido de exhibición. Después de su examen, la hembra elige una de tres opciones: (1) acepta el macho y el nido de exhibición; (2) acepta el macho pero rechaza el nido de anidación y juntos construyen otro nido; o (3) rechaza el macho y el nido de exhibición.
Machos mayores construyen nidos más ocultados en comparación con machos menores, típicamente más alto dentro de la copa del árbol, lo cual reduce la depredación de los nidos. Un estudio por Kleindorfer (2007) encontró que 60% de nidos fueron perdidos por depredación. Hembras prefieren reproducirse con machos mayores, ya que con ellos tienen mayor éxito en la sobrevivencia de polluelos. Hembras también prefieren machos con alto rendimiento vocal, lo cual es predicho por la morfología del pico. Hay varios factores que influyen el éxito de apareamiento en el pinzón de Darwin chico: el tamaño del pico y del cuerpo de machos y hembras, el rendimiento vocal del macho, la ocultación de nidos y la edad de machos.

## Coloración
Mudan anualmente de plumaje. Hembras permanecen café/gris a lo largo de sus vidas. Machos jóvenes también son de color café/gris, como hembras, pero a través del proceso de muda anual, cambian su coloración de plumaje oscureciendo su coronilla y mentón hasta que son negros (después de 5 o 6 años). La edad se puede evaluar en los machos observando la oscuridad de su coronilla y mentón.

## Alimentación
Su dieta consiste principalmente de invertebrados, aunque tiene una dieta variada. 42% de su dieta consiste en semillas, frutas y néctar. A menudo colecta invertebrados de la superficie de las hojas y la corteza.

## Sistemática

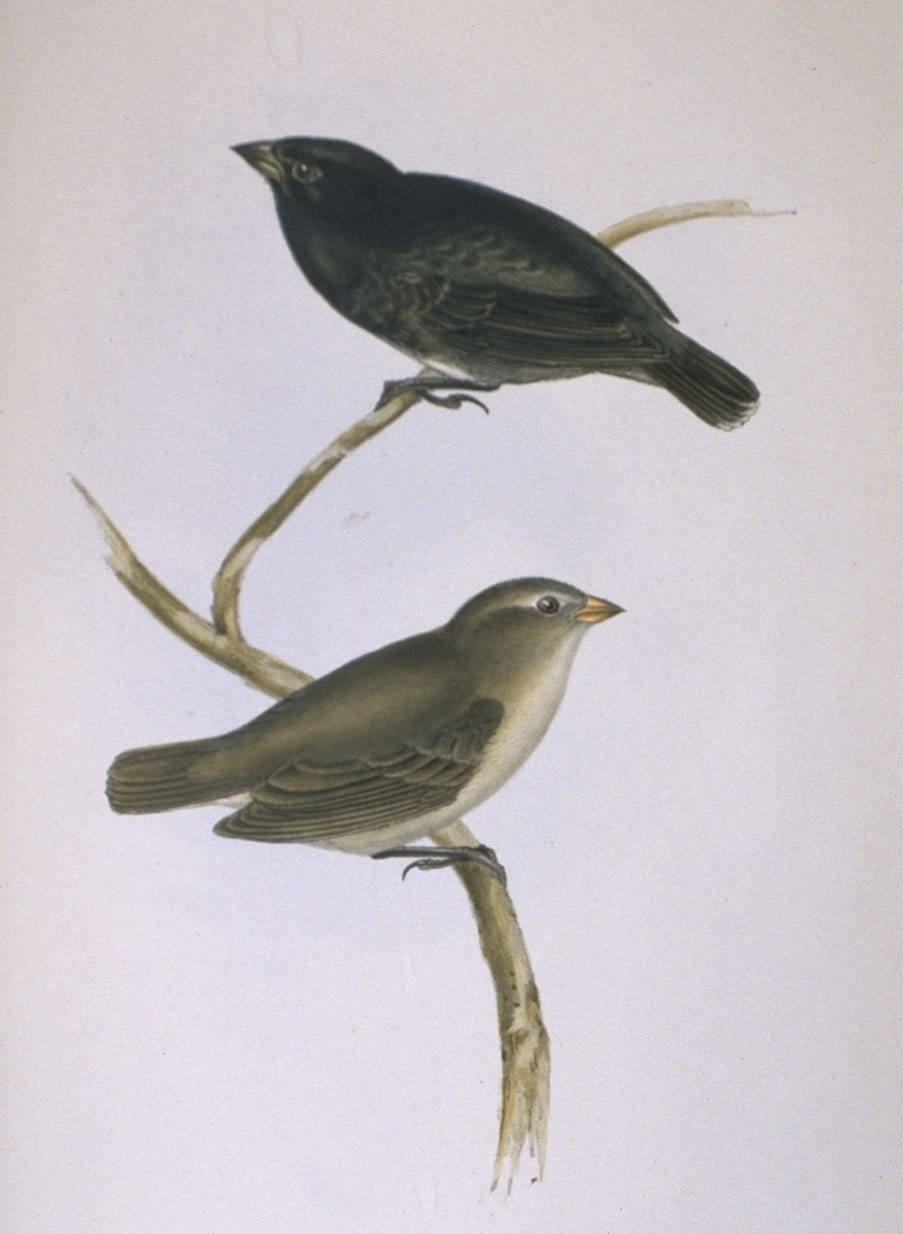
Geospiza parvula, macho (arriba) y hembra (abajo), ilustración en Gould The zoology of the voyage of H.M.S. Beagle, 1839.

### Descripción original
La especie C. parvulus fue descrita por primera vez por el naturalista británico John Gould en 1837 bajo el  nombre científico Geospiza parvula; su localidad tipo es: «James (actual Santiago), Islas Galápagos, Ecuador».

### Etimología
El nombre genérico masculino Camarhynchus se compone de las palabras del griego «kamara»: arco, cúpula, y «rhunkhos»: ‘pico’; y el nombre de la especie parvulus en el latín significa ‘muy pequeño’.

### Taxonomía
Un estudio filogenético de los pinzones de Darwin de Lamichhaney et al. (2015) que analizó 120 individuos representando todas las especies y dos parientes próximos reveló discrepancias con la taxonomía actual basada en fenotipos. Una de las conclusiones es que las especies del género Camarhynchus están embutidas dentro del género Geospiza. Una solución sería sinonimizar este género con Geospiza, solución ya adoptada por Aves del Mundo (HBW) y Birdlife International (BLI); en estas clasificaciones la presente especie pasa a denominarse Geospiza parvula.

### Subespecies
Según las clasificaciones del Congreso Ornitológico Internacional (IOC) y Clements Checklist/eBird v.2019 se reconocen dos subespecies, con su correspondiente distribución geográfica:
- Camarhynchus parvulus parvulus (Gould), 1837 – islas principales de Galápagos.
- Camarhynchus parvulus salvini Ridgway, 1894 – isla San Cristóbal.